# Kloster Oronsay

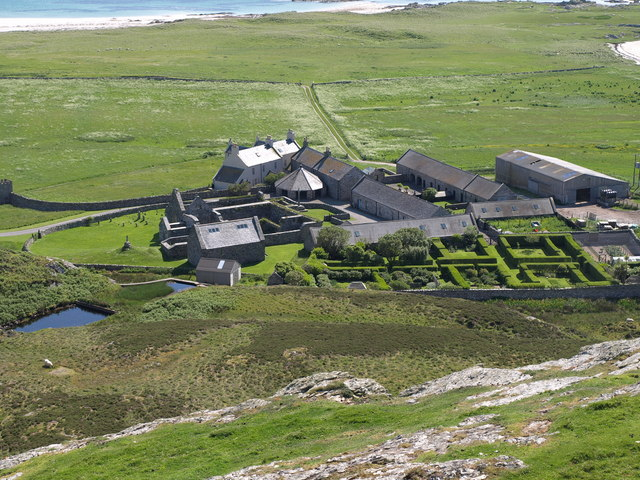
Überblick über die Klosteranlagen

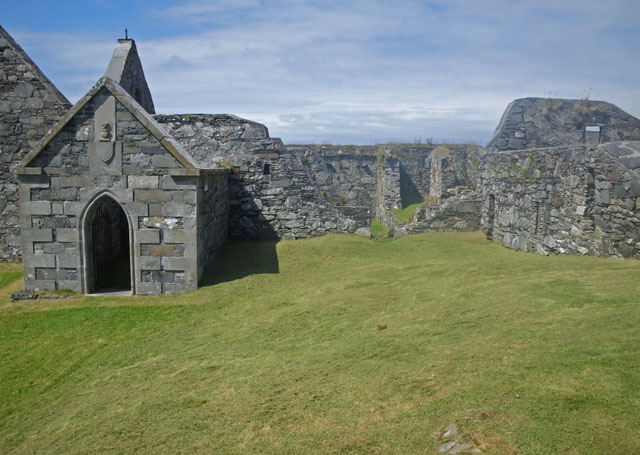
Ruinen verschiedener Gebäude

Das Kloster Oronsay, auch Priorat Oronsay (englisch: Oronsay Priory), ist ein ehemaliges Kloster des Augustinerordens auf der schottischen Hebrideninsel Oronsay. Die Anlage befindet sich nahe der Westküste der Gezeiteninsel an einer geschützten Bucht namens Port na Luinge. Sie ist als Scheduled Monument klassifiziert.

## Geschichte
Es existieren Indizien für ein früheres Kloster an diesem Standort auf Oronsay, welches der Heilige Columban gegründet haben soll. Es müsste somit aus dem 6. Jahrhundert stammen. Ob dieses Kloster tatsächlich existierte, ist jedoch nicht gesichert. Stifter des heute als Ruine erhaltenen Klosters Oronsay war John of Islay, der erste Lord of the Isles. Wahrscheinlich wurde die Anlage um das Jahr 1350 fertiggestellt. Der früheste schriftliche Beleg für die Existenz des Klosters stammt aus dem Jahre 1353.
Im Osten befinden sich die ältesten Teile der Anlage, welche wahrscheinlich zu den ersten errichteten Gebäuden gehören. Wie groß die gesamte Klosteranlage zu dieser Zeit war, ist nicht gesichert. Eine zweite Bauphase kann auf das späte 14. oder frühe 15. Jahrhundert datiert werden. Neben neuen Gebäuden könnten hierbei auch bereits bestehende Gebäude erweitert worden sein. Im späten 15. Jahrhundert erfolgte eine weitreichende Umgestaltung der Anlage. In einer weiteren Bauphase im späten 15. oder frühen 16. Jahrhundert wurde der Chor erweitert und eine Kapelle hinzugefügt. Das steinerne und separat als Denkmal klassifizierte Keltenkreuz Oronsay Great Cross wurde um das Jahr 1510 gefertigt. Um diese Zeit wurden auch die Klosterarkaden neu gestalten. Diese Arbeiten führte der Steinmetz Mael-Sechlainn O’ Cuinn durch. Wann das Kloster genau aufgegeben wurde, ist nicht verzeichnet. Nach der Säkularisation der Anlage im Jahre 1616 wurde sie in den 1620er Jahren als teilweise ruinös mit eingestürzten Dächern beschrieben. 1883 wurde das Kloster Oronsay teilweise restauriert.